# Bugs Bunny Rabbit Rampage
Bugs Bunny Rabbit Rampage è un videogioco d'azione per Super NES del 1993. Il giocatore veste i panni del celebre coniglio Bugs Bunny il quale dovrà vedersela con alcuni degli antagonisti dei Looney Tunes. Il titolo del videogioco è tratto da un cortometraggio dei Looney Tunes del 1955 Rabbit Rampage, da cui è tratta anche la trama.
In Giappone, il videogiocoè uscito come  (バックス･バニーはちゃめちゃ大冒険?, Bakkusu Banī Hachamecha Daibōken, let. La grande pazza avventura di Bugs Bunny).